# Dirka po Španiji 1941
Dirka po Španiji 1941 (špansko Vuelta a España 1941) je 3. izvedba dirke po Španiji, tritedenske moške cestne kolesarske etapne dirke. Začela se je 12. junija v Madridu in končala 6. julija v Madridu. Sodelovalo je 32 kolesarjev iz dveh držav. Rumeno majico je prvič osvojil Julián Berrendero, drugo mesto Fermin Trueba, tretje pa José Jabardo. Zeleno majico je osvojil Fermin Trueba.

## Ekipe
- Španija
- Švica

## Etape
| Etapa | Datum     | Štart/Cilj              | Razdalja | Tip     | Tip                  | Zmagovalec              |
| ----- | --------- | ----------------------- | -------- | ------- | -------------------- | ----------------------- |
| 1     | 12. junij | Madrid – Salamanca      | 210 km   |         |                      | Julián Berrendero (ESP) |
| 2     | 13. junij | Salamanca – Cáceres     | 214 km   |         |                      | Antonio Montes (ESP)    |
| 3     | 14. junij | Cáceres – Sevilla       | 270 km   |         |                      | Delio Rodríguez (ESP)   |
| 4     | 16. junij | Sevilla – Málaga        | 212 km   |         |                      | Antonio Escuriet (ESP)  |
| 5     | 17. junij | Málaga – Almería        | 220 km   |         |                      | Delio Rodríguez (ESP)   |
| 6     | 18. junij | Almería – Murcia        | 223 km   |         |                      | Delio Rodríguez (ESP)   |
| 7     | 19. junij | Murcia – Valencija      | 248 km   |         |                      | Antonio Sancho (ESP)    |
| 8     | 21. junij | Valencija – Tarragona   | 279 km   |         |                      | Fermin Trueba (ESP)     |
| 9     | 22. junij | Tarragona – Barcelona   | 112 km   |         |                      | Antonio Martín (ESP)    |
| 10    | 23. junij | Barcelona – Zaragoza    | 294 km   |         |                      | Delio Rodríguez (ESP)   |
| 11    | 24. junij | Zaragoza – Logroño      | 172 km   |         |                      | Delio Rodríguez (ESP)   |
| 12    | 25. junij | Logroño – San Sebastián | 213 km   |         |                      | Delio Rodríguez (ESP)   |
| 13    | 26. junij | San Sebastián – Bilbao  | 160 km   |         |                      | Fermin Trueba (ESP)     |
| 14    | 28. junij | Bilbao – Santander      | 165 km   |         |                      | Fermin Trueba (ESP)     |
| 15    | 29. junij | Santander – Gijón       | 192 km   |         |                      | Delio Rodríguez (ESP)   |
| 16a   | 30. junij | Gijón – Oviedo          | 53 km    |         | posamični kronometer | Delio Rodríguez (ESP)   |
| 16b   | 30. junij | Oviedo – Luarca         | 101 km   |         |                      | Delio Rodríguez (ESP)   |
| 17    | 1. julij  | Luarca – La Coruña      | 219 km   |         |                      | Delio Rodríguez (ESP)   |
| 18    | 2. julij  | La Coruña – Vigo        | 175 km   |         |                      | Delio Rodríguez (ESP)   |
| 19    | 4. julij  | Vigo – Verín            | 178 km   |         |                      | Delio Rodríguez (ESP)   |
| 20    | 5. julij  | Verín – Valladolid      | 301 km   |         |                      | Julián Berrendero (ESP) |
| 21    | 6. julij  | Valladolid – Madrid     | 198 km   |         |                      | Vicente Carretero (ESP) |
|       | Skupaj    | Skupaj                  | 4409 km  | 4409 km | 4409 km              | 4409 km                 |

## Končna razvrstitev
| Legenda | Legenda                                  | Legenda | Legenda                                    |
| ------- | ---------------------------------------- | ------- | ------------------------------------------ |
|         | Predstavlja vodilnega v skupnem seštevku |         | Predstavlja vodilnega v gorski razvrstitvi |

### Rumena majica
| Poz. | Kolesar            | Čas          |
| ---- | ------------------ | ------------ |
| 1    | Julián Berrendero  | 168h 45' 26s |
| 2    | Fermin Trueba      | + 1' 07s     |
| 3    | José Jabardo       | + 6' 32s     |
| 4    | Delio Rodríguez    | + 29' 17s    |
| 5    | Antonio Sancho     | + 35' 40s    |
| 6    | Antonio Escuriet   | + 35' 57s    |
| 7    | Antonio Martín     | + 46' 04s    |
| 8    | Vicente Carretero  | + 54' 25s    |
| 9    | José Cano          | + 1h 05' 40s |
| 10   | Manuel Izquierdo   | + 1h 24' 13s |
| 11   | José Botanch       |              |
| 12   | Benito Cabestreros |              |
| 13   | Miguel Carrion     |              |
| 14   | Cayetano Martin    |              |
| 15   | Emile Vaucher      |              |
| 16   | Martin Santos      |              |